# Secretos del alma
Secretos del alma es una telenovela mexicana realizada por TV Azteca en asociación con Venevisión Internacional producida por Fides Velasco, fue una adaptación de lo que fue la venezolana Inés Duarte, secretaria basando en varios cambios en la trama.
Está protagonizada por Ivonne Montero y Humberto Zurita; y con las participaciones antagónicas de Gabriela Vergara, Aura Cristina Geithner, Rodrigo Abed, Sandra Destenave y Fernando Rubio. Cuenta además con las actuaciones estelares de Juan Manuel Bernal, Jorge Eduardo García, Luis Ernesto Franco, Mónica Dionne y la primera actriz Saby Kamalich.
Cabe aclarar que Gabriela Vergara fue asignada a ser la villana principal, pero en la filmación de la telenovela se hizo hecho de su embarazo, por lo que tuvo que abandonar la producción, la productora Fides Velasco decidió que el personaje que interpretaba debía morir, y por ende, surgió cambios a la trama y la integración de una nueva antagonista, quien fue Aura Cristina Geithner quien interpretó a la esposa de Andrés Lascurain, Laura Kuri.

## Sinopsis
Diana Cervantes, una mujer en busca del amor de su vida, es la secretaria de Andrés Lascurain. Al ser contratada se enamora de Andrés, soportando las fechorías e injusticias de Denisse, quien se compromete con Andrés, para ser su futura esposa. Andrés y Diana se casan dejando a Denisse fuera de su vida, mientras es cómplice y amante de Roberto Meráz, quien tiene un pasado oscuro con Andrés y tiene deseos de vengarse. Andrés tiene una familia con su difunta esposa (como se creía muerta) conformado por los niños Elisa, Claudia, Andresito, el rebelde de Álex y la hermana malvada de la difunta, Soledad. Andrés y Diana se van a enfrentar a muchos sucesos como la amenaza de Denisse Junot y Roberto Meráz. Denisse muere en manos de Olimpo al saber que lo traicionó, este le regala el hijo de Denisse a su hija Soledad. Pareciera que todo estuviera en paz cuando, nadie se lo esperaba reaparece Laura Kuri, exesposa de Andrés, cuando todos pensaban que había muerto en un accidente de avión, ella al parecer, en su viaje queda destruida y cansada de estafar, pues solo le queda regresar a recuperar su lugar, mintiendo que tiene Amnesia.
Todo termina con un final merecido para los villanos y Andrés y Diana contraen otra vez su matrimonio, todo vuelve a la normalidad, pues la buena noticia es que Diana está embarazada.

## Elenco
- Ivonne Montero - Diana Cervantes
- Humberto Zurita - Andrés Lascurain Rivas
- Gabriela Vergara - Denisse Junot
- Aura Cristina Geithner - Laura Kuri
- Rodrigo Abed - Roberto Meráz
- Saby Kamalich - Victoria Rivas Vda. de Lascurain
- Juan Manuel Bernal - Carlos Lascurain Rivas
- Mónica Dionne - Soledad Kuri
- Fernando Rubio - Olimpo Kuri
- Gabriela Roel - Virginia Cervantes
- Marta Aura - Regina Cervantes
- Pedro Sicard - Santiago Alcázar
- Sandra Destenave - Cecilia Lima de Meráz
- Claudette Mallié - Amalia Durán
- Luis Ernesto Franco - Alejandro "Alex" Lascurain
- Jeannie Derbez - Yolanda Durán
- Sergio Basáñez - Leonardo Satisteban
- María José Magán - Sonia Linares
- Carla Carrillo - Carolina Durán
- Patricia Garza - Lucía Cervantes de Lascurain
- Gina Moret - "La Güera"
- Eligio Meléndez - Ascanio
- Guillermo Quintanilla - Horacio Alfaro
- Tamara Guzmán - Tomasa
- Elvira Trejo  -Rosa
- Mauricio Bonet - Juan Clemente "Chente"
- Elvira Monsell - "La Malquerida"
- Andrea Martí - Eugenia
- Alberto Guerra - Armando Balbuena
- Jorge Eduardo García - Andrés "Andresito" Lascuraín Kuri
- Thali García - Maribel Alcázar Lima
- Ivanna Reynoso - Elisa Lascuraín
- Julia Urbini - Claudia Victoria Lascurain
- Héctor Kotsifakis - "El Tori"
- Mario Loria - Lino Méndez / Román
- Sebastián Moncayo - Teodoro Cervantes
- Daniel Martínez - Félix Amador
- Lía Ferre - Elena Santisteban
- Francisco Barcala - Eduardo del Villar
- Regina Murguía - Valentina
- Erick Chapa - Guillermo "Memo"
- María Renée Preudencio - Claudia de Lascurain
- Martín Navarrete - Mauricio Del Rincón
- Arancha - Karla
- Patrick Fernández - Óscar
- Agustín Casanova - Ubaldo
- Héctor Parra - Adrián Tapia
- Matías Novoa - Efrén
- Jesús Vargas - Toledo
- Alberto Trujillo - Celador

## Producción
- Productora ejecutiva: Fides Velasco
- Editora literaria: Vanessa Varela
- Diseño de imagen: Mayra Borillo, Karina Espinosa
- Peinados: Héctor Ávila
- Maquillaje: Alejandra Rodríguez
- Vestuario: Guillermo Félix
- Casting: Edgar Castillo
- Locaciones: Mariana Omana
- Planeación: Alicia López
- Música original: Yuridia, En Su Lugar
- Musicalizador: Gabriel Chávez
- Edición y post- producción: Miguel A. Sánchez y Mónica Rodríguez
- Gerente de producción: Jacky Castro
- Coordinador de producción: Martín Garza Cisneros
- Dirección de cámaras: Karla Farjeat y Luis Servando Reyes
- Dirección de escena: Alícia Carvajal y Martín Barraza
- Productora en línea: Laura Bautista Zenil
- Productor asociado: Rafaél Gutiérrez

### Premios ACE2009
| Categoría                | Nominado(a)    | Resultado |
| ------------------------ | -------------- | --------- |
| Mejor actriz protagónica | Ivonne Montero | Ganadora  |

## Versiones
- Secretos del alma es una versión libre de la telenovela venezolana "Inés Duarte, secretaria", producida por Venevisión en 1991, dirigida por Rafael Gómez y Ramón Tovar y protagonizada por Amanda Gutiérrez y Víctor Cámara.

- En el 2014 Venevisión realiza una nueva versión protagonizada por Alejandra Sandoval y Miguel de León con la actuación antagónica de Alexandra Braun titulada Amor Secreto.